# Mangbutu
Le mangbutu est une langue soudanique centrale orientale parlée par les Wambutu dans le nord-est de la République démocratique du Congo.

## Dialectes
Glottolog liste trois dialectes mangbutu :
- Andinai
- Angwe
- Makutana